# Сремуш
Сремуш (лат. Allium ursinum), познат и као: медвеђи лук, дивљи лук, цријемуш(а), сријемуж, сријемужа, цремош, скрембош, је самоникла врста из породице лукова (Alliaceae). Има велику хранљиву вредност, нарочито у првим месецима пролећа. Позната је самоникла јестива и лековита биљка.
Порекло имена:
- име рода — од латинског имена за лук (Аllium)
- име врсте — од латинског имена за медведа (Ursus)

## Распрострањеност
Сремуш потиче из области у умереној климатској зони Европе, од Велике Британије до Кавказа. Широм Србије се јавља као аутохтона врста.

## Опис биљке
Сремуш је вишегодишња зељаста биљка, која у време цветања порасте 20−50 цм. Карактеристика ове врсте (као и њених сродника, који спадају у исту фамилију Alliaceae) јесте развијено метаморфозирани подземни изданак − луковица. Луковица сремуша је усправна, танка, дуга 2-5 цм, обавијена белим или жућкастим листићима.
Из луковице полазе два (ређе три) листа. Лист је елиптичан, дугуљаст, оштрог врха и интензивно зелене боје. При основи се сужава у дугачку петељку. Стабљика је на пресеку троугласта до готово округла. На њеном врху, од априла до јуна, развијају се бели цветови сакупљени у вишецветне, штитолике цвасти, које су у почетку обавијене опнастим омотачем (спатом) који рано отпада. Након прецветавања настају плодови у облику чауре са троугластим, црвеним семеном. Цела биљка интензивно мирише на бели лук.
- Пролећни изданци
- Листови
- Цвасти у опнастом омотачу
- Цвасти на стабљикама
- Цвет
- Плодови

## Станиште
Сремуш расте у влажним, сеновитим листопадним шумама, поред шумских путева и потока. Највише га има у буковим шумама, где прекрива велике површине. Расте од равничарских предела, све до 1900 м н.в.

## Употреба
Сремуш се од давнина користи као укусно пролећно поврће и делотворна лековита биљка. Млади, пролећни листови богати су витамином Ц и каротином. Луковице су знатно сиромашније од листова. Од активних материја садржи алиин (уљасту материју чија се количина сушењем смањује), мало етарског уља (око 0,07 %) у коме су алилсулфид, алилополисулфид, дивинилсулфид и сличног је састава као код белог лука, минералне материје, сумпорне гликозиде и др.

### Употреба у исхрани
Као веома укусан и здрав додатак јелима користе се листови, луковице, а понекад и семе. Млади листови беру се током пролећа, од марта до краја маја. Користе се, као и сочне луковице, као додатак салатама, варивима, умацима, чорбама и јелима од меса, а могу се јести и сами, као пролећна витаминска салата. Употребљавају се само у свежем стању, јер сушењем или дужим кувањем губе карактеристични мирис и укус. Листове треба прикупљати док су млади, јер су старији непријатно љути. Луковица се може на хладном очувати неколико дана. Дневно се може јести 5-10 свежих луковица. Као пикантан зачин могу послужити и незрели плодови, који су љутог укуса, а на биљци се појављују током лета.

### Употреба у народној медицини
За употребу у народној медицини прикупљају се и користе: надземни део биљке у свежем стању (Allii ursini herba recens), који се сакупља у пролеће, пре него што биљка процвета и свежа луковица (Allii ursini bulbus recens) која се вади у јесен.
Код дуже употребе снижава крвни притисак и холестерол у крви. Може се користити код цревних инфекција и желудачно-цревних болести. У нашем народу постоји уверење да ниједна биљка не чисти тако добро систем за варење и крв као сремуш. Има јако дејство на цревне паразите, спречава инфекцијске упале слузокоже црева и одбрана је од грипа и грознице. Поред деловања на цревни, сремуш повољно делује и на кардиоваскуларни систем спречава атеросклерозу и отклања несаницу и несвестицу. Примењује се код сметњи у варењу хране и губљења апетита.

## Сличност са неким отровним врстама
Сремуш је веома популарна самоникла биљка. Прикупљала се од давнина, а и данас је излетници радо беру када на њу наиђу. Код прикупљања сремуша треба веома много водити рачуна о самониклим врстама које се лако могу са њим помешати, а које су веома отровне, неке чак и фаталне.
У најновијој историји познати су случајеви тровања овим „заменама”. Најчешће, а истовремено и веома отровне врсте са којима се сремуш може помешати су: ђурђевак (Convallaria majalis) и мразовац (Colchicum autumnale).
Сличности и разлике између сремуша, ђурђевка и мразовца
- СРЕМУШ - станиште: сеновите и влажне листопадне шуме
- ЂУРЂЕВАК - станиште: сеновите и влажне листопадне шуме
- МРАЗОВАЦ - станиште: ливаде и осунчани ободи шума

- СРЕМУШ - подземни део: луковица овијена беличастим листићима
- ЂУРЂЕВАК - подземни део: ризом
- МРАЗОВАЦ - подземни део: луковица овијена смеђим листићима

- СРЕМУШ - листови: по 2 (ређе 3); на дугим, танким петељкама; миришу на бели лук
- ЂУРЂЕВАК - листови: по 2 (ређе 3); петељка кратка, обавија други лист; не миришу на бели лук
- МРАЗОВАЦ - листови: има их неколико; приземни, без петељке; не миришу на бели лук

- СРЕМУШ - цветови: бели, звездасти, у штитоликим цвастима, цвета у пролеће
- ЂУРЂЕВАК - цветови: бели, звонасти, висећи, у гроздастим цвастима, цвета у пролеће

## Напомена
1. ↑  Уколико краве пасу сремуш, млеко поприма непријатан мирис на бели лук.[6]
2. ↑  Сумпорни гликозиди су супстанца одговорна за љутину овог, као и свих других лукова, рена, ротква и друго поврће љутог укуса. Сумпорни гликозиди се, под утицајем воде, разлажу на шећере и етарска уља љутог укуса и мириса.[8]